# Erotetica
L'erotetica (o logica erotetica) è una parte della logica e della retorica che si occupa dell'analisi delle domande. Il primo a identificare l'erotetica come argomento di studio indipendente fu il logico britannico Richard Whately, sulla cui opera si sono successivamente basati filosofi come Eugeniu Sperantia, Arthur Prior e Nuel D. Belnap, Jr..
L'erotetica può essere intesa anche come metodo di conoscenza o modello di ragionamento.

## Elementi
Elementi dell'erotetica non sono soltanto domande e risposte, ma anche le premesse e supposizioni sulle quali si fonda, il modello mentale che esse compongono, il suo dinamico aggiornamento e trasformazione.
Le stesse definizione degli elementi base, quali domande e riposte, sono oggetto di approfondimento ed estensione maggiore di quanto avviene nel linguaggio comune.

### Domanda: definizione e tipologie
La domanda si può definire diversamente a seconda del campo di interesse:
- sintassi: una frase di una tipologia particolare detta "interrogativa"
- semantica: il contenuto di una frase interrogativa
- pragmatica: l'atto di pronunciare una frase interrogativa

Tra le possibili forme di categorizzazione delle domande, vi è una classificazione funzionale (le domande possono essere tese a rimuovere le contraddizioni, ad espandere o ridurre le possibilità, etc.), oppure per tipologia (domande di categoria, di verifica d'ipotesi, disgiuntive, etc.).
Alcuni tra i principali tipi di domanda:
- alternativa: il gatto è rosso o nero?

- si-no: il gatto è un felino?
- quale: quali dei felini sono gatti?
- cosa: cos'è un gatto?
- chi: chi è il padrone del gatto?
- perché: perché il gatto se n'è andato?
- deliberativa: perché non avere un gatto?
- disgiuntiva: perché non vuoi un gatto, oppure ce l'hai già?
- ipotetica: se avessi un gatto, di che razza lo vorresti?
- condizionale: se il gatto è malato, lo prendiamo lo stesso?
- dato che: dato che il gatto è malato, allora morirà?

Nell'erotetica si pone anche il problema di quando e se è utile porre una domanda. Per esempio, è utile porla se ci si attende che siano presenti delle alternative, ma non è noto quali, oppure se si tratta di una domanda ausiliaria che aiuta a rispondere ad una domanda principale.

### Risposta: definizione e tipologie
La risposta dal punto di vista pragmatico è la reazione verbale ad una interrogazione. Dal punto di vista sintattico è una frase, che può essere di diverso tipo, e che tende a fornire l'informazione mancante richiesta da chi ha prodotto la domanda.
Alcune tipologie di risposta:
- diretta: si-no
- verità: vero-falso
- domanda clarificatoria: per "rosa" intendi il colore o la pianta floreale?

### Correttezza
La correttezza è la proprietà chiave delle domande, che in quanto tali non possono essere definire come vere o false. Una domanda si può dire corretta se è conseguente alle sue premesse.

## Principi
Tra i principi dell'erotetica e sue applicazioni:
- Principio di decomposizione erotetica (EDP, Erotetic Decomposition Principle)[3]: è possibile trasformare una domanda principale in domande ausiliarie tali che le stesse siano dipendenti dalle precedenti e che rispondano alle precedenti, affinché la domanda principale sia risposta automaticamente quando le ausiliarie siano risposte.
- Identificazione dell'informazione mancante necessaria per risolvere l'interrogativo posto dalla domanda principale.[2]

## Modelli

### Logica erotetica inferenziale
La Logica Erotetica Inferenziale (Inferential Erotetic Logic, IEL) proposta da Andrzej Wiśniewski nel 1995 si basa su tre assunti:
1. Le risposte dirette sono proposizioni (non esistono variabili libere)
2. Ad ogni domanda corrispondono almeno due risposte dirette
3. Ogni gruppo finito di almeno due proposizioni è un gruppo di risposte ad una domanda

Essa si può appoggiare ad un linguaggio formale che definisce le domande nella forma:
? {A1, A2, ... }
che può essere letta nella forma: "E' il caso A1, oppure il caso A2, oppure il caso ... ? "
Le domande si possono dividere in almeno due tipi:
1. Domande del primo tipo, rappresentabili come la coppia ordinata (X,Q) dove X è un gruppo non vuoto di premesse e Q le domande
2. Domande del secondo tipo, rappresentabili come una triade ordinata (Q,X,Q1).

L'IEL analizza inferenze nelle quali le domande generalmente svolgono il ruolo di conclusioni, in quanto sono l'esito di un'inferenza appoggiata a delle premesse note.
I principi di correttezza delle domande del primo tipo sono:
1. Traduzione della verità delle premesse nella correttezza della domanda: se le premesse sono vere, la domanda-conclusione deve essere corretta.
2. Informatività: una domanda-conclusione deve aggiungere informazione alle premesse

### Altri modelli
- Interrogative Model of Inquiry (I-Model) sviluppato da Jaakko Hintikka e Matti Sintonen negli anni '70.[5][6]

## Processo erotetico
L'erotetica studia anche i vari passaggi che compongono l'intero processo che va dall'analisi dei presupposti, alla formulazione della domanda, alla pronunciazione della risposta. I diversi passaggi del processo possono avvenire, in un sistema complesso, in luoghi e con attori diversi.
I passaggi principali del processo:
1. Analisi dell'informazione nota
2. Ricerca dell'informazione mancante
3. Formulazione della domanda
4. Emissione della domanda
5. Ricezione della domanda
6. Processamento della domanda ricevuta
7. Analisi delle informazioni note ed eventuale ricerca di informazioni non note
8. Formulazione della risposta
9. Emissione della risposta

## Il"Paradosso della domanda"
Il "paradosso della domanda", ideato dal filosofo statunitense Ned Markosian, propone il caso astratto in cui in un congresso mondiale di filosofia si presenti un angelo che per mandato divino lì si è recato per rispondere ad una domanda dei filosofi. I filosofi dunque, non sapendo quale sia la domanda perfetta da porre, trovano il modo di chiedere all'angelo al tempo stesso quale sia la domanda nonché la risposta ideali, in un solo quesito, ovvero " Qual è la coppia ordinata il cui primo membro è la miglior domanda che potremmo formulare e il cui secondo membro è la risposta a quella stessa domanda?", tuttavia l'angelo risponde in modo apparentemente corretto ma senza fornire un contenuto utile, ovvero "È la coppia il cui primo membro è la domanda che avete appena formulato e il cui secondo membro è questa mia risposta" e con ciò scompare. Il paradosso evidenzia come, seppur la domanda sembri proprio la domanda perfetta, la sua corretta risposta non abbia portato, nei fatti, a nessun incremento di conoscenza per i filosofi.